# تاتسن
تاتسن (به لاتین: Tacen) یک منطقهٔ مسکونی در اسلوونی است که در Ljubljana City Municipality واقع شده‌است.

## خصوصیات
تاتسن   ۳۱۰ متر بالاتر از سطح دریا واقع شده‌است.